# Escobaria missouriensis
Az Escobaria missouriensis a kaktuszfélék (Cactaceae) családjába és a kaktuszformák (Cactoideae) alcsaládjába tartozó Escobaria nemzetség egyik faja. A Magyar Kaktuszgyűjtők Országos Egyesületében 2006 novemberében a hónap kaktusza volt.

## Korábbi tudományos nevei
A fajt Robert Sweet fedezte fel 1830-ban, és Mammillaria missouriensis néven írta le. Ezután egy ideig Mammillaria simplex néven a legészakibb Mammillaria fajként tartották számon.
Később egyes rendszerezők a Coryphantha, mások pedig a Neobesseya nemzetségbe sorolták (Neobesseya missouriensis (Eng.) Britton & Rose).

## Elterjedése
Alapvetően a Sziklás-hegység lábainál és a hegységhez közeli dombvidéken él Dél-Dakotától Wyomingon, Nebraskán és Coloradón, majd Arizonán és Új-Mexikón át egészen Mexikó északi határvidékéig.

## Megjelenése, felépítése
5–15 cm átmérőig nőhet. Bőre sötétzöld, törzse idővel sarjad. A csoportképző változatok idővel 40 cm-es telepekké is fejlődhetnek; az egyes törzsek alakja gömb vagy lapított gömb.
A szemölcseik felső részén kissé gyapjas csík húzódik; ez az úgynevezett szemölcsárok. A szemölcs hossza többnyire 6–10 mm; a fejlett telepekben a szemölcsök hossza elérheti a 2 cm-t. A szemölcs csúcsán ülő, fehéren gyapjas areolából sugárirányban állnak szét a tövisek – egy-egy areolából 8-20 peremtövis és legfeljebb egy középtövis, ami sokszor hiányzik. A középtövis elálló és erősebb a peremtöviseknél. A fiatal tövisek rózsaszín, fehér vagy sárga árnyalatúak és pihések, a hegyük barna. Idővel lekopaszodnak és vékonyabbnak látszanak, elszürkülnek.
A keskeny, hosszúkás, orsó alakú bimbók a növény csúcsán jelennek meg a szemölcsök tövében. Már a fiatal (kb. 4 éves) növények is hozhatnak 4–5 virágot. A virág átmérője 3–6 cm, egyedenként igen eltérő. A külső lepellevelek lándzsásak, csíkosak, sárgák–sárgászöldek, a közepükön barnás sáv látható. A lepellevelek alsó részén, azok tövében pillák nőnek, mint néhány más Escobaria faj (például az Escobaria vivipara) lepellevelein. A belső lepellevelek lándzsásak, narancsos-sárgásak, közepükön rózsaszínes, barnás sávval. A porzók a bibe körül csavartan állnak. A porzószálak töve zöldessárga, a vége élénk rózsaszínű. A portokok narancssárgák. A bibeszál sárgás, a bibefej négyágú, zöldes, szőrös.
Kb. 1 cm-es termése piros, gömbölyű. A magok feketék, gömbölyűek, fényes felületüket fehér gödörkék tarkítják. A mag csepp alakú, a csírakapu barnás. Magról könnyen szaporítható: a gömbölyű magoncok viszonylag gyorsan nőnek.

## Életmódja
Nem a hegytetőkön, inkább a lejtőkön és a síkon tenyészik. Kevésbé tűri a szárazságot, mint a magasabban élő fajok, és azoknál humuszosabb, a vizet jól áteresztésű talajon fejlődik a legjobban. Valószínűleg nem önbeporzó.
Kiválóan tűri a fagyot, és jól tolerálja az őszi-téli csapadékot is. Amikor a hőmérséklet csökkenni kezd, összezsugorodik, télire szinte a föld alá bújik. Az északi élőhelyekről származó példányok a Kárpát-medencében megfelelő talajon szabadon, takarás nélkül is áttelelnek.
A kiültetett egyedeket nagyon károsíthatja a meztelencsiga, amitől a ritkás tövisek nem védik meg a növényt. Ha a csigák nem falják fel az egészet, a rágásokból kiindulva könnyen rothadni kezdhet.

## Alfajok, változatok

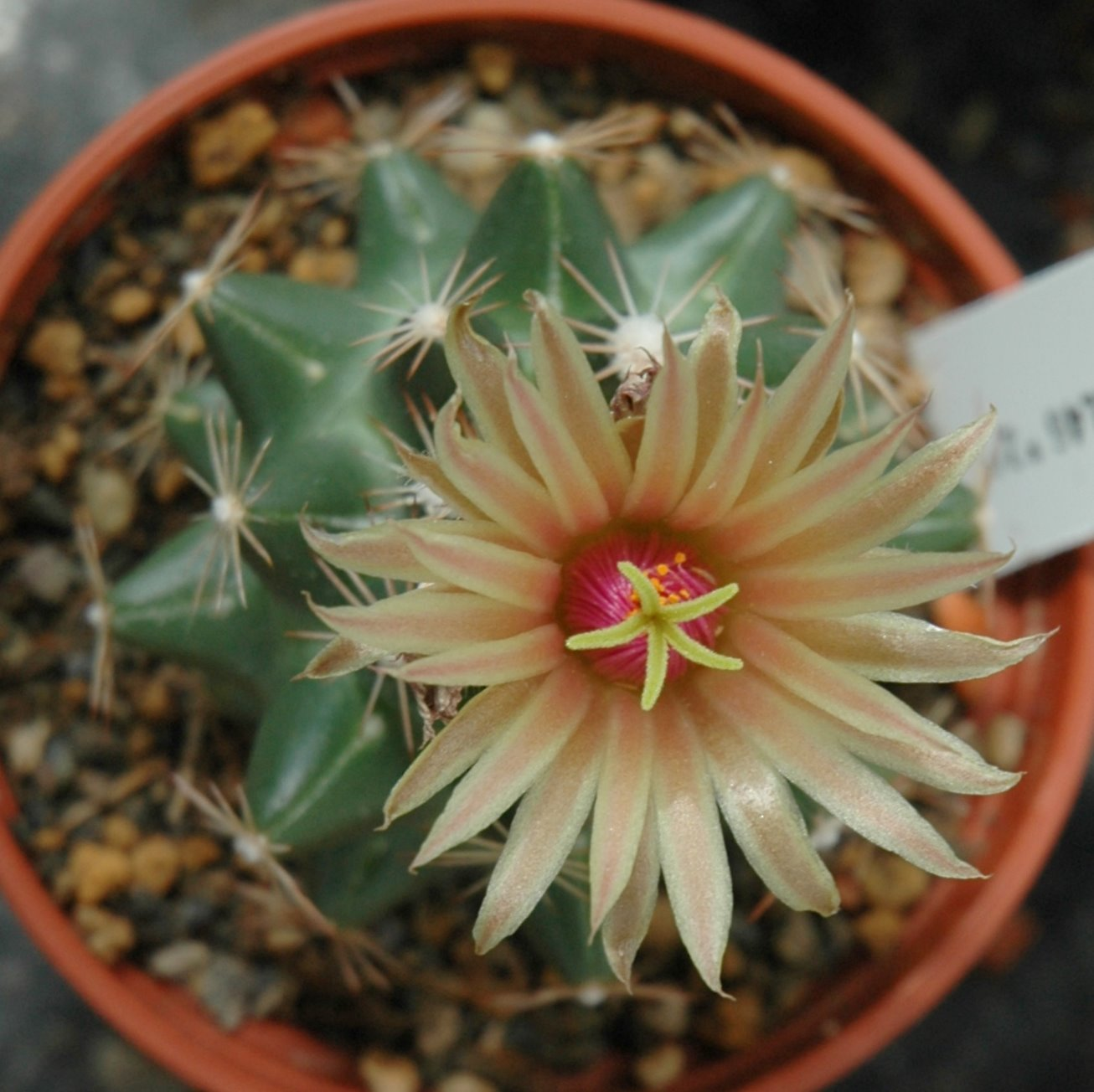
Escobaria missouriensis ssp. asperispina virágja

A nagy és csaknem meridionális megnyúlt elterjedési terület eredményeként a fajnak számos, jól megkülönböztethető alakja fejlődött ki, ezek rendszertani hierarchiája azonban erősen vitatott.
Gyakorlatilag mindenki elfogadja a missourensis (törzsváltozat) és az asperispina alak elkülönítését. A szakirodalom fő hivatkozási alapjának számító The New Cactus Lexicon ezeket változatoknak tekinti, az utóbbi időben azonban egyre inkább alfajokként írják le őket – harmadik alfajként a navajoensis alakkal:
- Escobaria missouriensis ssp. missourensis,
- Escobaria missouriensis ssp. asperispina – Mexikó Coahuila és Új-León tagállamainak hegyvidékein 2500 m-ig felkapaszkodik. Kevésbé tövises, virágja kisebb. Kevéssé fagytűrő.
- Escobaria missouriensis ssp. navajoensis. Arizona északkeleti részén növő, apró termetű, nem vagy csak gyéren sarjadó forma. Virágja sárga, kicsi (2–3 cm-es).

Ezek mellett egyre több változatot különböztetnek meg:
- Escobaria missouriensis var. caespitosa, erősen sarjadó, telepképző változat Nebraska, Oklahoma, Texas államokban.
- Escobaria missouriensis var. marstonii,
- Escobaria missouriensis var. similis, – sűrűbben tövises, jól sarjad. virágja nagyobb, gyakrabban fejleszt középtövist.
- Escobaria missouriensis var. wissmannii.

Általános tendencia, hogy az éghajlati különbségekhez alkalmazkodva az északi, északkeleti alakok (Colorado, Dél-Dakota, Kansas, Nebraska, Oklahoma államokban) nagyobbak: az 1 métert megközelítő átmérőjű telepekben nőnek, a délnyugati (Arizona, Új-Mexikó), szárazabb terepen ezek a kaktuszok egyenként vagy kisebb csoportokban nőnek.